# Parvoscincus sisoni
Espèce
Statut de conservation UICN

 VU D2 : Vulnérable
Parvoscincus sisoni est une espèce de sauriens de la famille des Scincidae.

## Répartition
Cette espèce est endémique de l'île de Panay aux Philippines.

## Étymologie
Cette espèce est nommée en l'honneur de Rogelio V. Sison.

## Publication originale
- Ferner, Brown & Greer, 1997 : A new genus and species of moist closed canopy forest skinks from the Philippines. Journal of Herpetology, vol. 31, no 2, p. 187-192.